# Дрейвер, Хан
Йохан Фредерик (Хан) Дрейвер (нидерл. Johan Frederik (Han) Drijver; 11 марта 1927, Эйндховен, Северный Брабант — 10 октября 1986, Влардинген, Южная Голландия) — нидерландский хоккеист на траве, защитник, полузащитник. Серебряный призёр летних Олимпийских игр 1952 года, бронзовый призёр летних Олимпийских игр 1948 года.

## Биография
Хан Дрейвер родился 11 марта 1927 года в нидерландском городе Эйндховен.
Играл в хоккей на траве за ТОГО из Гааги.
В 1948 году вошёл в состав сборной Нидерландов по хоккею на траве на летних Олимпийских играх в Лондоне и завоевал бронзовую медаль. Играл на позиции полузащитника, провёл 7 матчей, мячей не забивал.
В 1952 году вошёл в состав сборной Нидерландов по хоккею на траве на летних Олимпийских играх в Хельсинки и завоевал серебряную медаль. Играл на позиции защитника, провёл 3 матча, мячей не забивал.
Умер 10 октября 1986 года в нидерландском городе Влардинген.